# Umefolk
Umefolk är en folkmusikfestival som hållits i februari varje år sedan 1986 under olika namn, bland annat Nordisk Folkmusikfestival och Umeå Folkmusikfestival. Festivalen arrangeras av Umeå Folkmusikförening och studieförbundet Bilda i Umeå Folkets Hus lokaler.